# İkizdere
İkizdere (ehemals: Kuray-ı Sab) ist eine türkische Stadt und Hauptort des gleichnamigen Landkreises (İlçe) in der Provinz Rize. Die Stadt liegt ca. 27 km südlich der Provinzhauptstadt Rize und wurde laut Stadtsiegel 1952 zur Gemeinde (Belediye) erhoben.
Der Landkreis İkizdere ist der südlichste der Provinz und grenzt im Norden an den Kreis Kalkandere und den zentralen Landkreis (Merkez) Rize, im Nordosten an den Kreis Çayeli und im Osten an den Kreis Çamlıhemşin. Im Westen grenzt er an die Provinz Trabzon, im Süden an die Provinz Bayburt und im Südosten an die Provinz Erzurum.
Der Name İkizdere bedeutet Zwillingsbach und beruht auf dem Umstand, dass sich die Flüsse Çamlık und Cimil hier zum İkizdere vereinen. Die Stadt liegt an der Fernstraße D925, die von İyidere am Schwarzen Meer ins Landesinnere bis nach Erzurum führt.
Der 1945 gebildete Kreis besteht neben der Kreisstadt (Platz 8 in der Reihenfolge der bevölkerungsreichsten Gemeinden) aus 29 Dörfern (Köy) mit durchschnittlich 162 Bewohnern. Die Skala der Einwohnerzahlen reicht von 619 (Güneyce) hinab bis auf 30 (Ihlamur), zwölf Dörfer haben mehr Einwohner als der Durchschnitt (162). Mit 7,7 Einwohnern je km² hat der Kreis die niedrigste Bevölkerungsdichte, der Provinzwert liegt bei 89,8.